# Honda RC166
La Honda RC166 est la moto avec laquelle Mike Hailwood remporta le championnat du monde 1966 en catégorie 250 cm3 en s'adjugeant dix courses sur les douze comptant pour le championnat (forfait de Hailwood au Grand Prix de l'Ulster à Dundrod et forfait de Honda au Grand Prix du Japon à Suzuka),.